# Infernodrakon
Infernodrakon (що означає «дракон із пекла») — вимерлий рід птерозаврів-аждархів з пізньокрейдяної формації Хелл-Крік у Монтані, США. Рід містить один вид, I. hastacollis, відомий з одного шийного хребця. Виходячи з порівняння з спорідненими аждархідами, він, ймовірно, мав розмах крил приблизно 4,15 м.

## Історія відкриття
У 2002 році передбачуваний незрілий зразок тиранозавра (BMR P2002.4.1, відомий як «Джейн») був знайдений у шарах, що належать до формації Хелл-Крік маастрихтського періоду в окрузі Картер, штат Монтана, США. Поруч із цим зразком був п'ятий шийний (шийний) хребець птерозавра аждархіда. Занесений у каталог як BMR P2002.2, він спочатку був призначений як Quetzalcoatlus sp. У 2014 році Олександр Авер'янов ідентифікував екземпляр як аждархід. У 2021 році Браян Андрес і Ванн Ленгстон молодший класифікували BMR P2002.2 більш широко як невизначену Azhdarchoidea.
У 2025 році команда у складі Генрі Томаса, Девіда У. Е. Хоуна, Тімоті Гомеса та Джозефа Е. Петерсона повторно дослідила зразок, визначивши, що він належить до нового роду, більш близького до Arambourgiania philadelphiae з Йорданії, ніж до Quetzalcoatlus. Автори визначили BMR P2002.2 як голотип нового роду та виду птерозаврів, Infernodrakon hastacollis.

## Морфологічний опис
Infernodrakon відомий лише з одного шийного хребця довжиною 35 см. Ця кістка надзвичайно подовжена та граціальна; відношення збереженої довжини до ширини в середині центру («коефіцієнт подовження») становить 15,1. Єдині порівняльні співвідношення в аждархідних виявлені у кетцалькоатліній, таких як 16,3 у Quetzalcoatlus lawsoni. Усі інші аждархідні, для яких можна визначити це співвідношення, демонструють співвідношення нижче 6. На основі порівняння зі спорідненими таксонами максимальний прямолінійний розмах крил Infernodrakon був, ймовірно, близьким до 4,15 м. Враховуючи природну кривизну крила, розмах крил був би коротшим, приблизно 3–4 м. Отже, його розміри можна порівняти з Quetzalcoatlus lawsoni (4,8 м) і Zhejiangopterus.

## Палеоекологія
Хоча спосіб життя аждархид давно обговорюється, останні аналізи показують, що вони полювали на дрібну наземну здобич. Ця модель відома як гіпотеза «земного переслідування». Розмір здобичі аждархідів був обмежений передусім розміром тулуба, морфологією (і відповідно міцністю) їх шийних хребців і шириною черепа. Інфернодракон, як аждархід середнього розміру з тонкими шийними хребцями, ймовірно, був би погано пристосований до навантажень, пов'язаних із поводженням із великими тваринами або їх ковтанням. Отже, його можна ідентифікувати як мезохижака, який, ймовірно, споживав дрібних тварин, включаючи молодих архозаврів, ящірок і змій, ссавців, земноводних і яйця.